# Cullenia ceylanica
Cullenia ceylanica (Gardner) Wight ex K.Schum., in singalese කට බොඩ, è un albero della famiglia delle Malvacee endemico dello Sri Lanka.

## Conservazione
La Lista rossa IUCN classifica Cullenia ceylanica come specie vulnerabile.